# Thallarcha
Thallarcha este un gen de insecte lepidoptere din familia Arctiidae.

## Galerie

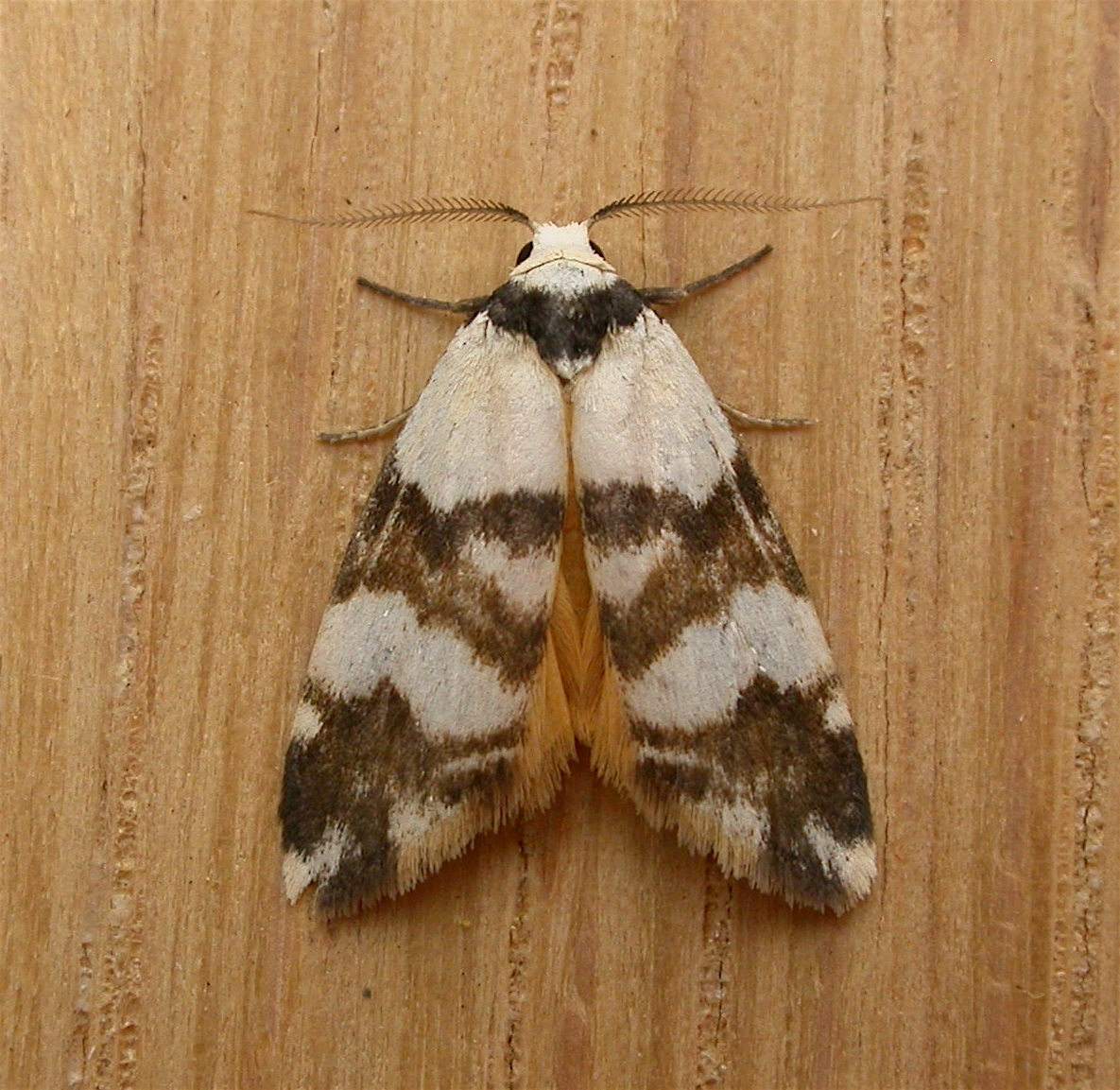
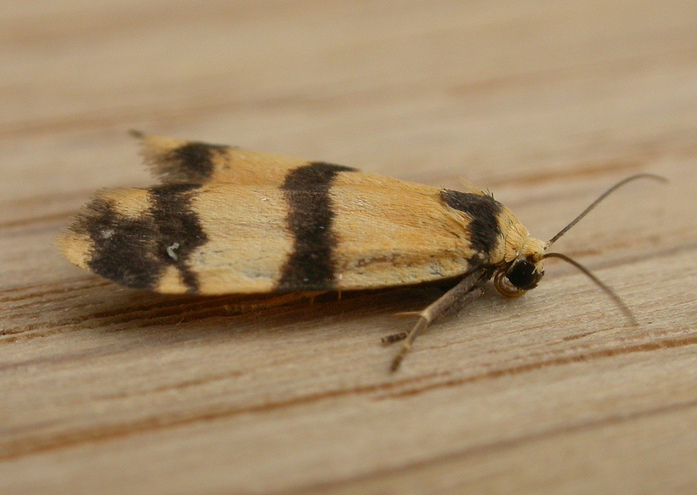

## Specii[1]
- Thallarcha albicollis
- Thallarcha amanda
- Thallarcha aurantiaca
- Thallarcha bivinculata
- Thallarcha catasticta
- Thallarcha chionea
- Thallarcha chrysochares
- Thallarcha chrysochoa
- Thallarcha chrysochroa
- Thallarcha cosmia
- Thallarcha cosmodes
- Thallarcha epigypsa
- Thallarcha eremicola
- Thallarcha erotis
- Thallarcha fusa
- Thallarcha fuscogrisea
- Thallarcha gracilis
- Thallarcha gradata
- Thallarcha homoschema
- Thallarcha infecta
- Thallarcha irregularis
- Thallarcha isophragma
- Thallarcha jocularis
- Thallarcha lechrioleuca
- Thallarcha leptographa
- Thallarcha lochaga
- Thallarcha macillenta
- Thallarcha mochlina
- Thallarcha multifasciata
- Thallarcha oblita
- Thallarcha ombrophanes
- Thallarcha pallida
- Thallarcha partita
- Thallarcha pellax
- Thallarcha phaedropa
- Thallarcha phalarota
- Thallarcha punctulata
- Thallarcha rhaptophora
- Thallarcha sparsana
- Thallarcha sparsanella
- Thallarcha sparsanoides
- Thallarcha staurocolla
- Thallarcha stramenticolor
- Thallarcha tineoides
- Thallarcha trissomochla
- Thallarcha zophophanes